# رنه ژونیور
رنه دوس سانتوس ژونیور (پرتغالی: Renê dos Santos Júnior؛ زادهٔ ۱۶ سپتامبر ۱۹۸۹) بازیکن فوتبال اهل برزیل است.